# Catherine Lacoste

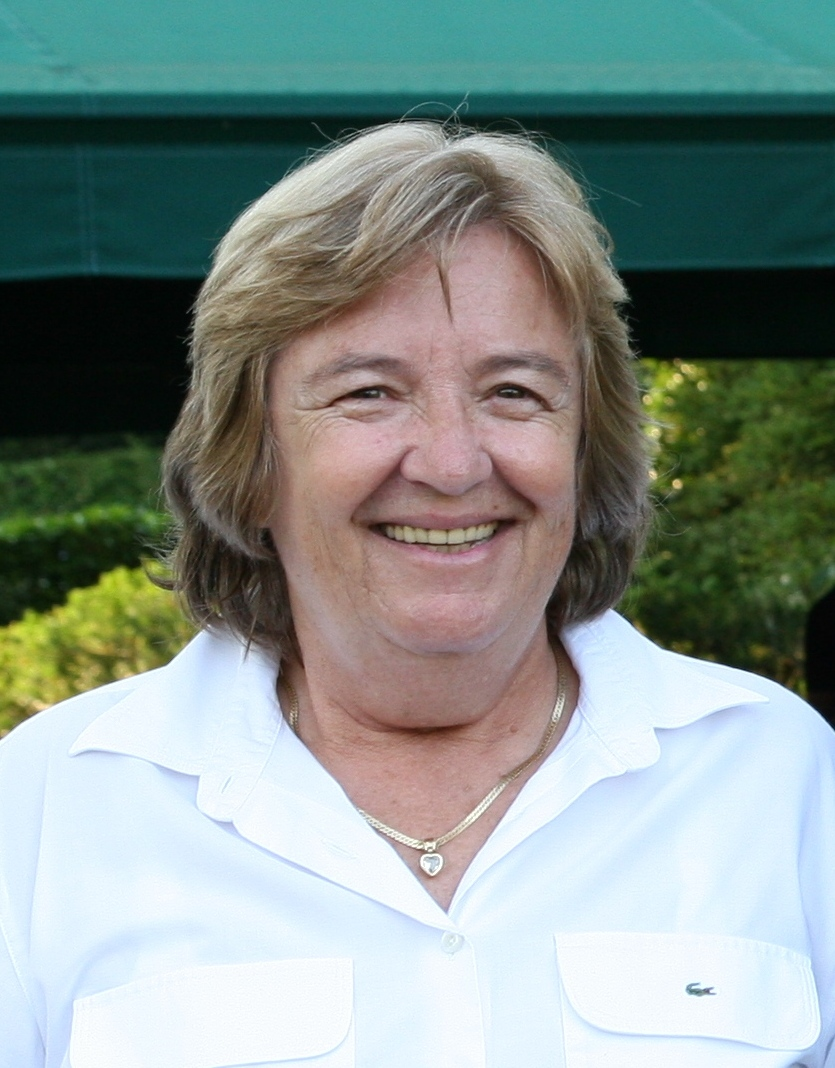
Catherine Lacoste

Catherine Lacoste (Parijs, 27 juni 1945) is een Frans golfster.
Catherine is de dochter van Simone de la Chaume en René Lacoste, de beroemde tennisspeler en oprichter van Lacoste sportkleding. De vader van haar moeder heeft de Golfclub de Chantaco opgericht, en Catherine komt zo op jonge leeftijd met de golfsport in aanraking.
Haar amateurcarrière is kort maar krachtig. In 1964 speelt ze voor het eerst in het Franse team op het WK Amateur Teams, en speelt een grote rol in de overwinning van Frankrijk. In 1967 wordt zij weer voor het team gevraagd maar verkiest het US Women's Open te spelen, wat ze wint. Het is de tweede keer dat een niet-Amerikaanse het toernooi wint. Ze is ook de jongste die het toernooi gewonnen heeft totdat de 20-jarige Se Ri Pak uit Zuid-Korea haar overwinning behaalt in 1998..
In 1969 wint ze het US Amateur Dames en het Brits Amateur Dames, dat in 1927 ook door haar moeder Simone de la Chaume werd gewonnen.

Na die tijd heeft zij geen belangrijke individuele toernooien meer gespeeld. Wél speelt ze weer in het Franse team op het WK Amateur Teams in 1970, 1974, 1976 en 1978.
Ze gaat regelmatig als captain met de damesteams naar het buitenland. Ook is ze bestuurslid van Lacoste.
Zij is 30 jaar voorzitter van Chataco geweest, is tweemaal getrouwd en heeft vier kinderen en drie kleindochters. Met haar tweede echtgenoot Angel Piñero woont ze in Madrid, maar ze hebben ook een huis in zuid Spanje en in Biarritz.